# Genius
Genius (latin: genius, genii) var oprindeligt i romersk religion en betegnelse for en mands natur og væsen, og navnet er afledt af ord for avlekraft. Genius var i den traditionelle form en guddommeliggjort personifikation af forfædrene, og var i særlig grad tilknyttet slægtens levende overhoved (Pater familias), da han var familiens repræsentant i alle offentlige og religiøse anliggender. Den kvindelige guddom Juno var tilknyttet familiens kvindelige overhovede, mater familias.
Omkring vor tidsregnings begyndelse blev genius opfattet som en skytsgud, dels for en mand, dels for forskellige former for fællesskaber, fx håndværksgilder, den romerske stat, en by el.lign. En af de vigtigste geniuskulter blev kulten for kejserens genius. I sjældne tilfælde førte den til en kuriøs påkaldelse af gudernes genius, fx Jupiters.

## Genius Populi Romani
Genius Populi Romani var en romersk guddom som på en gang repræsenterede og var skytsgud for hele det romerske folk og Romerriget. Det forventedes, at romerske borgere viste passende æresbevisninger til Genius Populi Romani sammen med gudinden Roma, og dyrkelsen af den romerske stat blev brugt til at fremme loyaliteten mod imperiet. Alle romerske borgere var også forpligtet til at yde en indsats for staten, og de forestillinger, der var tilknyttet cursus honorum, genfindes i kulten for Genius Populi Romani. Grundlaget for den lå i opfattelsen af at hele verdens skæbne var knyttet til Roms skæbne, derfor kulten til alles interesse.